# Symplecta (Psiloconopa) alexanderi
Symplecta (Psiloconopa) alexanderi is een tweevleugelige uit de familie steltmuggen (Limoniidae). De soort komt voor in het Palearctisch gebied.